# Platinum Party at the Palace

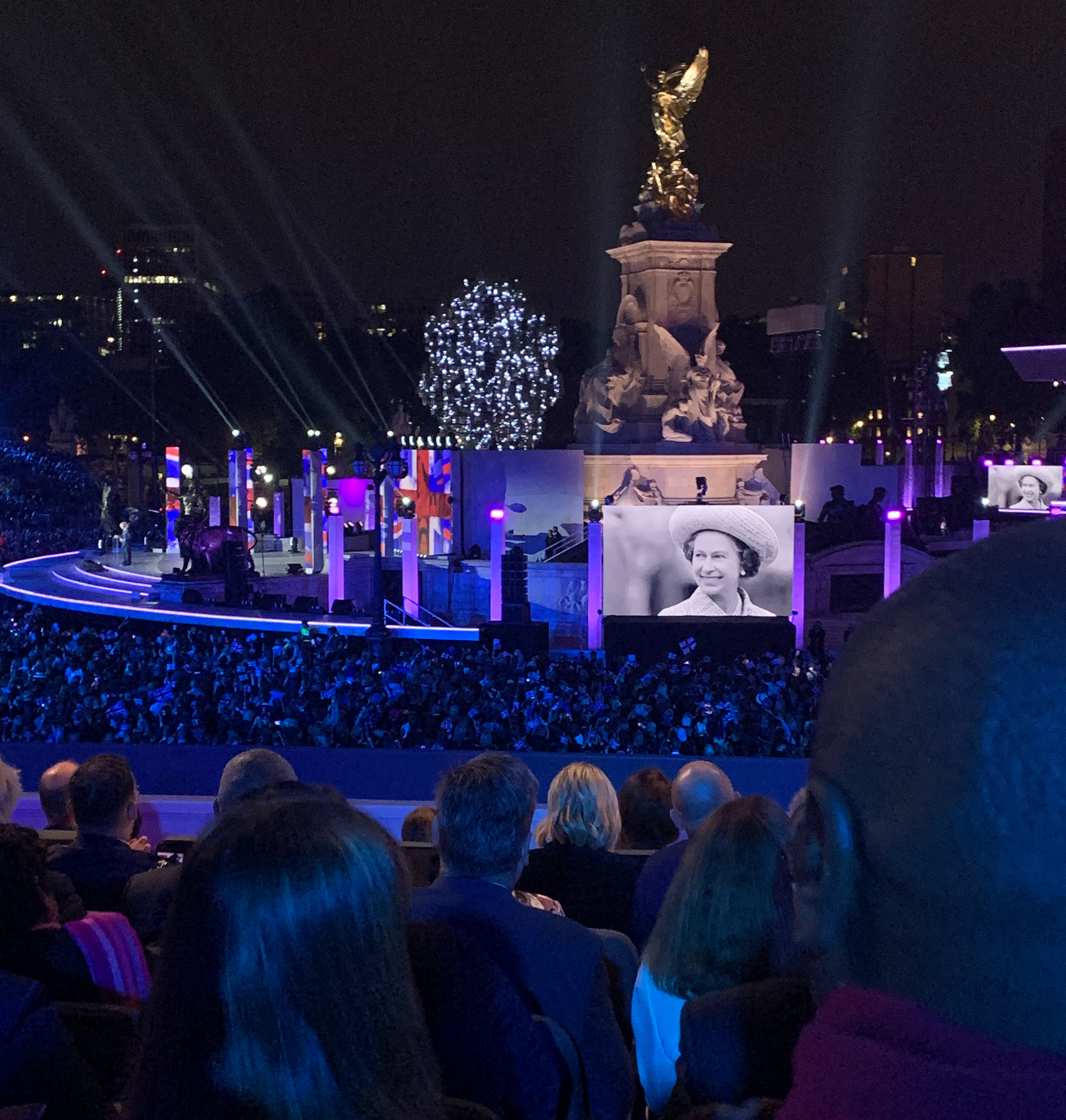
Ein Blick auf das Konzert von der Royal Box aus.

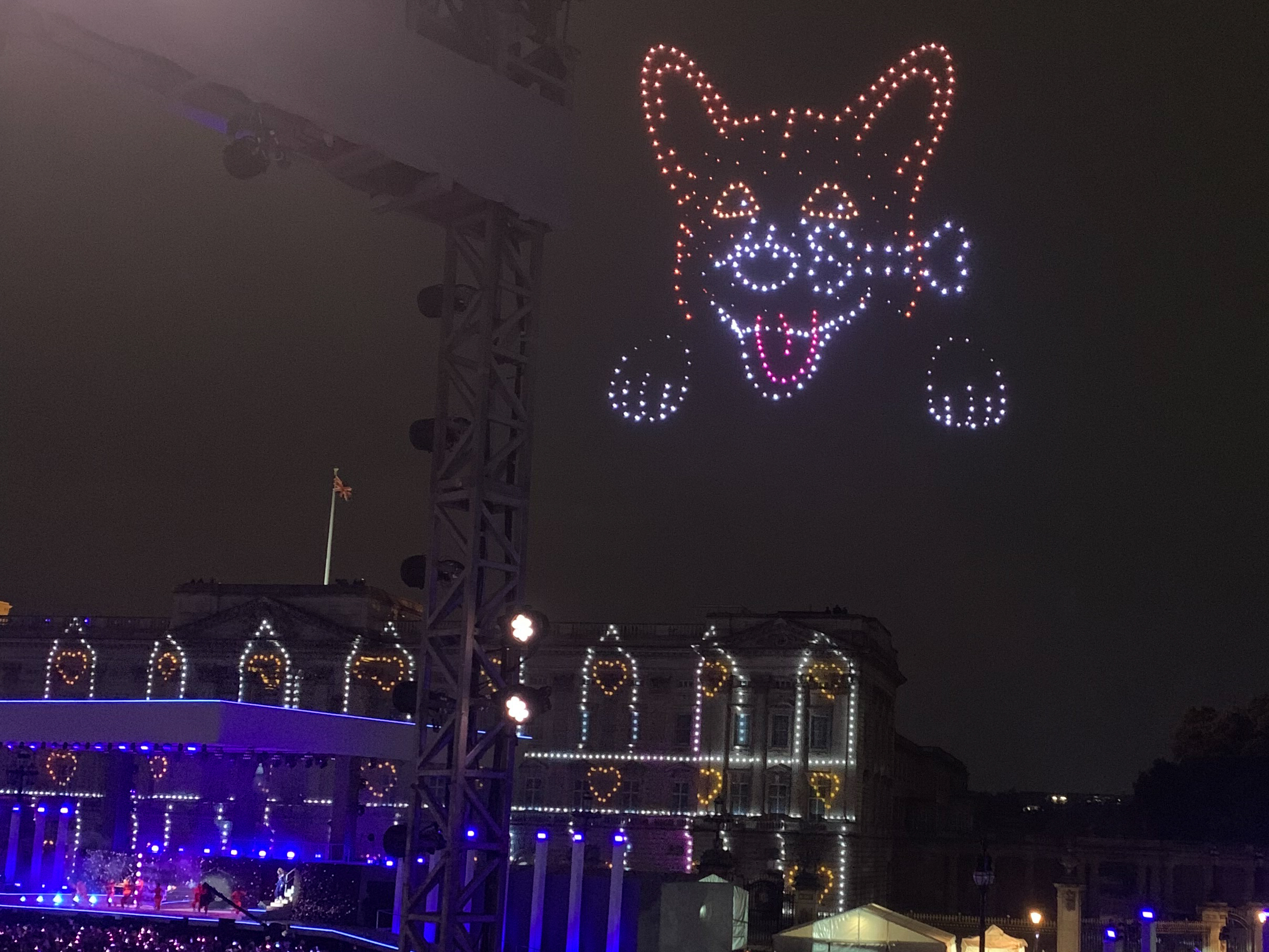
Drohnen bilden einen Corgi über dem Buckingham Palace.

Die Platinum Party at the Palace war ein Konzert, das am 4. Juni 2022 anlässlich des 70. Jubiläums der Thronbesteigung (Platinjubiläum) von Elisabeth II. auf dem Vorplatz des Buckingham Palace in London stattfand. Es traten Künstler aus unterschiedlichen Musikgenres auf, darunter Rock, Pop, Klassik, Musical und Filmmusik.

## Hintergrund
Das Konzert folgte drei früheren Jubiläumskonzerten, die am Buckingham Palace organisiert worden waren: Prom at the Palace und Party at the Palace 2002 zum goldenen Thronjubiläum, und Diamond Jubilee Concert 2012 zum diamantenen Thronjubiläum.
Vom 23. Februar bis zum 23. März 2022 waren 10.000 Eintrittskarten verlost worden. 7.500 Karten waren für Schlüsselkräfte, Freiwillige, Wohltätigkeitsorganisationen und Angehörige der Streitkräfte reserviert. Insgesamt kamen etwa 22.000 Zuschauer zu dem Konzert.
Vor dem Palast waren um das Queen Victoria Memorial drei verbundene Bühnen aufgebaut worden, auf denen 18 Musiker und Gruppen auftraten. Als Moderator fungierte der Comedian Lee Mack. Auf Großbildschirmen konnten die Auftritte, Reden und vorgefertigte Einspieler verfolgt werden.
Eröffnet wurde das Event um 20 Uhr mit einem komödiantischen Video-Sketch, in dem Paddington Bär von Elisabeth II. zum Tee geladen worden war. Am Ende klopfen beide mit ihren Teelöffeln auf ihren Teetassen den Takt zum Song We Will Rock You der Band Queen. Der Rhythmus wurde auf der zentralen Bühne von Queen + Adam Lambert aufgenommen, die mit diesem Song das musikalische Programm eröffneten.
Eingestreut in das Programm waren Ansprachen von Prinz William und Prinz Charles sowie aufgezeichnete Grußworte von Paul McCartney und Michelle Obama. Begleitet wurde das Konzert von einer Lichtshow über dem Palast, erzeugt von 400 Drohnen.

## Das Programm
In dem zweieinhalbstündigen Programm traten auf:
- Queen + Adam Lambert
  - We Will Rock You
  - Don’t Stop Me Now
  - We Are the Champions
- Jax Jones
  - You Don’t Know Me
  - Instruction (ft. Stefflon Don + Nandi Bushell)
  - Don’t Call Me Up (ft. Mabel)
  - Ring Ring (ft. Mabel)
  - Where Did You Go? (ft. John Newman)
- Elbow und der „Citizens of the World Choir“
  - One Day Like This
- Diversity – The History of British Pop, tanzte zu:
  - The Beatles – She Loves You
  - Bee Gees – Night Fever
  - David Bowie – Let’s Dance
  - Spice Girls – Spice Up Your Life
  - One Direction – What Makes You Beautiful
  - Stormzy – Big for Your Boots
- Craig David
  - Ain’t Giving Up
  - Re-Rewind (The Crowd Say Bo Selecta)
  - Fill Me In
- Mimi Webb
  - House on Fire
- Andrew Lloyd Webber und Lin-Manuel Miranda – Musical-Medleys
  - Wait for It
  - The Phantom of the Opera
  - Circle of Life (ft. Lebo M)
  - Ex-Wives/Six
  - Any Dream Will Do (ft. Jason Donovan)
- Sam Ryder
  - Space Man
- George Ezra
  - Green Green Grass
  - Shotgun
- Rod Stewart
  - Baby Jane
  - Sweet Caroline
- Andrea Bocelli
  - Nessun dorma
- Duran Duran
  - Notorious (ft. Nile Rodgers und Ms Banks)
  - Girls on Film
- Alicia Keys
  - Superwoman
  - Girl on Fire
  - City of Gods
  - Empire State of Mind (Part II) Broken Down
- Hans Zimmer
  - Auszüge aus Unsere Erde 2
  - What a Wonderful World (ft. Celeste)
- Elton John
  - Your Song (aufgezeichnet bei Windsor Castle)[7]
- Sigala ft. Ella Eyre
  - Came Here for Love
- Mica Paris, Ruby Turner und Nicola Roberts
  - Climb Ev’ry Mountain
- Diana Ross
  - Chain Reaction
  - Thank You
  - Ain’t No Mountain High Enough